# Матвеев, Никита Александрович
Ники́та Алекса́ндрович Матве́ев (род. 26 июля 1998, Новосибирск) — российский биатлонист, чемпион России.

## Биография
В детстве занимался лыжным спортом, ближе к юниорскому возрасту перешёл в биатлон. На внутренних соревнованиях представляет Новосибирскую область. Первый тренер — Чурсин Виталий Валерьевич.
Становился победителем и призёром всероссийских отборочных соревнований среди юниоров (2019, 2020).
В 2019 году принял участие в юниорском чемпионате Европы в Шушёэне, лучшим результатом стало 13-е место в спринте. Участник юниорского чемпионата мира 2020 года в Ленцерхайде, лучший результат — 35-е место в гонке преследования. Участвовал в гонках юниорского Кубка IBU, где ни разу не попал в топ-20.
Среди взрослых на чемпионате России в 2020 году стал чемпионом в командной гонке и серебряным призёром в патрульной гонке в составе сборной Новосибирской области.